# ТЕС Порто-Печем I, II
3°35′0″ пд. ш. 38°52′30″ зх. д. / 3.58333° пд. ш. 38.87500° зх. д.
ТЕС Порто-Печем I, II — теплоелектроенергетичний комплекс у бразильському штаті Сеара.
Станції Порто-Печем I та Порто-Печем II використовують спільну інфраструктуру (включаючи спільний машинний зал) та відрізняються лише складом власників: у першій по 50% участі мають португальська компанія EDP та бразильська Eneva, тоді як Порто-Печем II повністю належить Eneva.
Порто-Печем I, як стала до ладу в 2012 – 2013 роках, має два однотипні блоки з паровими турбінами потужністю по 360 МВт. До Порто-Печем II відноситься один подібний блок, який номінується на рівні 365 МВт. Всі три котла постачила компанія Doosan-Babcock, тоді як всі турбіни надійшли від  Siemens.
Як паливо станція використовує кам’яне вугілля, яке доправляють із порту Печем по транспортному конвейєру довжиною 12,5 км.
Для видалення продуктів згоряння спорудили три димарі заввишки 110 метрів (без урахування розташованого під ними приміщення котельні).
Видача продукції відбувається по ЛЕП, розрахованій на роботу під напругою 230 кВ.